# Merke
Merke (kazakh : Меркі; russe : Мерке) est un village dans l'Oblys de Djamboul au Kazakhstan, 

## Présentation
Merke se trouve sur le flanc nord des montagnes kirghizes (de).
Les habitants de Merki sont des Azéris d'Iran déportés en 1938.

## Personnalités
- Ouïgoun (1905-1990) : écrivain et poète ouzbek[1], né à Merke